# سسنا ۲۰۸ کاروان
سسنا ۲۰۸ کاروان (به انگلیسی: Cessna 208 Caravan) یک هواگرد ساختِ کارخانهٔ سسنا در کشور ایالات متحده آمریکا است که در سال ۱۹۸۲ ساخته شد. نخستین استفاده‌کنندهٔ این هواپیما فدکس اکسپرس بوده است. این هواگرد برای نخستین بار در ۸ اوت ۱۹۸۲ میلادی مورد استفاده قرار گرفت.

## سوانح و حوادث
• در ۱۱ می ۲۰۲۲، یک خلبان سسنا ۲۰۸ در وسط پرواز از حال رفت و در نتیجه یک مسافر بدون تجربه پرواز با موفقیت در فرودگاه بین المللی پالم بیچ فرود اضطراری کرد. مسافر توسط کنترل کننده ترافیک هوایی رابرت مورگان، یک مربی معتبر پرواز کمک می گرفت.
• در ۶ فوریه ۲۰۲۵ پرواز ۴۴۵ برینگ ایر از همین نوع سسنا ۲۰۸ کاروان که از فرودگاه آنالاکلت برخاسته بود در میانه راه ناپدید شد و روز بعد پیدا شد . تمام ۱۰ سرنشین هواپیما کشته شدند.